# Chiesa di San Bartolomeo (Sovicille, Orgia)
La chiesa di San Bartolomeo è un edificio sacro che si trova a Orgia nel comune di Sovicille, in provincia di Siena, arcidiocesi di Siena-Colle di Val d'Elsa-Montalcino.
La chiesa, ricordata fin dall'XI secolo, fu ampiamente rimaneggiata nel corso del XIV e del XV secolo.

## Storia e descrizione
A navata unica, ha un gradevole assetto risalente alle trasformazioni settecentesche dell'edificio: sull'altar maggiore, in stucchi bianchi a volute, è collocata la pala raffigurante il Martirio di San Bartolomeo, che le fonti attribuiscono ad Aurelio Martelli, detto "il Mutolo", pittore senese attivo nella seconda metà del Seicento. In una nicchia della parete sinistra era dipinta una Madonna in trono col Bambino e santi, di cui si conserva solo il frammento sinistro col Sant'Antonio abate, mentre si intuisce il disegno della cupola a conchiglia e delle altre due figure laterali.